# Pfitzenmeier (Unternehmen)
Pfitzenmeier ist ein deutsches Fitnessunternehmen aus Schwetzingen.

Studio in Schwetzingen

## Geschichte
Gegründet wurde das Unternehmen 1978 von Werner Pfitzenmeier (* 12. November 1959). Er stammt aus einer Kunstturnerfamilie, die ihren Ursprung in Oftersheim hatte, wo sein Urgroßvater Jakob Pfitzenmeier, Metzgermeister und Wirt des Gasthauses „Zum Adler“ der Dorfjugend einen Nebenraum zum Turnen bereitstellte. Auch sein Großonkel Hermann Pfitzenmeier, Vater des bekannten Turners Werner Pfitzenmeier († 1944), und sein Großvater Kurt Pfitzenmeier waren als Turner im Ort aktiv. Gleiches galt für seinen heute in Philippsburg lebenden Vater Uli Pfitzenmeier, der für den TV Schwetzingen 1864 turnte, 1959/60 Sieger bei den badischen Jugendmeisterschaften und bei den Deutschen Turnmeisterschaften in Ravensburg Fünfter wurde.
Werner Pfitzenmeier, der in alter Familientradition als Kind mit dem Turnen begann, begann als Teenager mit Kampfsport und begeisterte sich kurz darauf zusammen mit einem Freund für den Kraftsport. 1977 begann er mit Freunden in der elterlichen Garage, im Freien und dann auch im Wäschekeller mit behelfsmäßig aus Baumaterialien gefertigten Langhanteln und aus Schrottteilen zusammengebauten Fitnessgeräten zu trainieren.
Da sich die Zahl seiner Mittrainierenden nach einem Jahr auf 80 Leute erhöht hatte und für mehr Trainingsgeräte auch Geld erforderlich war, entschloss sich der 16-jährige Konditorlehrling dazu, Mitgliedsbeiträge zu verlangen und eröffnete im rund 60 m² großen Keller des Elternhauses im Herbst 1978 sein erstes Fitnessstudio. Als frischgebackener Konditorgeselle reiste der 17-jährige Pfitzenmeier mit einer Gruppe in die Vereinigten Staaten, wo er in Kalifornien unter anderem auch zum ersten Mal auf Arnold Schwarzenegger traf. Mit dem Ziel, Deutscher Bodybuildingmeister zu werden und das beste Fitnessstudio in Deutschland zu entwickeln, kündigte er nach seiner Rückkehr seine Anstellung als Konditor. 1976 nahm er als 17-Jähriger auch an der Veranstaltung „Bestgebauter Athlet“ des Verbands Deutscher Hantelsportler (VDH) in Essen teil, wo er Vorletzter unter 14 Teilnehmern wurde. In den folgenden Jahren konnte er seine Leistungen durch Trainingsintensivierung kontinuierlich steigern und wurde 1980 in München Deutscher DBFV-Juniorenmeister im Bodybuilding in der Klasse I und Gesamtsieger („Mr. Germany jr.“). Er wurde in der Juniorenklasse unter anderem auch Vizeweltmeister in Südafrika und zusammen mit Anja Langer IFBB-Vizepaarweltmeister 1984 in Madrid.
Mit 24 Jahren stieg er aus dem aktiven Leistungstraining aus und widmete sich dem weiteren Aufbau seines Unternehmens. Bereits 1979 hatte er sein Studio in eine Räumlichkeit mit 200 m² in der Schwetzinger Kronenstraße verlegt und war 1981 dann nochmals in die Scheffelstraße umgezogen, wo ihm für sein Hauptgeschäft eine Fläche von 1.000 m² zur Verfügung stand. 1983 gründete er auch die Internationale Fitness- und Aerobic Akademie (IFAA) für Schulungen, Ausbildungen und Fachveranstaltungen. Insgesamt hatte er im Alter von 24 Jahren bereits sieben Anlagen und verbuchte einige Tausend Mitglieder. Permanent erweiterte er das Trainingsangebot für weitere Zielgruppen. 1986 eröffnete er in Schwetzingen in der Essener Straße einen 2000 m²-großen Fitnesspark. Weitere Einrichtungen der Unternehmensgruppe (easy Fit GmbH, Venice Beach Schwetzingen GmbH, Fit Base Heidelberg GmbH usw.) folgten, unter anderem das 2006 eröffnete MediFit Gesundheitszentrum am Neuen Messplatz in Schwetzingen.
2009 hatte die Unternehmensgruppe rund 20 Anlagen in der Metropolregion Rhein-Neckar und 1.200 Mitarbeiter. Am 2. Dezember 2011 wurde Werner Pfitzenmeier vom Magazin body LIFE mit dem „body LIFE Lifetime Award 2011“ für sein Lebenswerk ausgezeichnet; Laudator war Fußballbundestrainer Joachim Löw.
2015 hatte Pfitzenmeier 34 Filialen und 105.000 Mitglieder. Das Unternehmen belegte 2016 Platz 6 der zehn größten Fitnessketten Deutschlands und machte einen Umsatz von 60 Mio. Euro. 2018 hatte Pfitzenmeier 44 Filialen in der Metropolregion Rhein-Neckar, der Vorderpfalz und der Bergstraße sowie 150.000 Mitglieder. Zum 1. August 2018 übernahm Pfitzenmeier auch die Mannheimer Studios Sportomed Fitness und HFC von Marcus Kuhl.